# Adolf Siódmak
Adolf Abraham Siódmak (ur. 1 lutego 1879 w Krakowie, zm. 1944 w Groß-Rosen) – polski architekt żydowskiego pochodzenia działający w Krakowie. 

## Życiorys

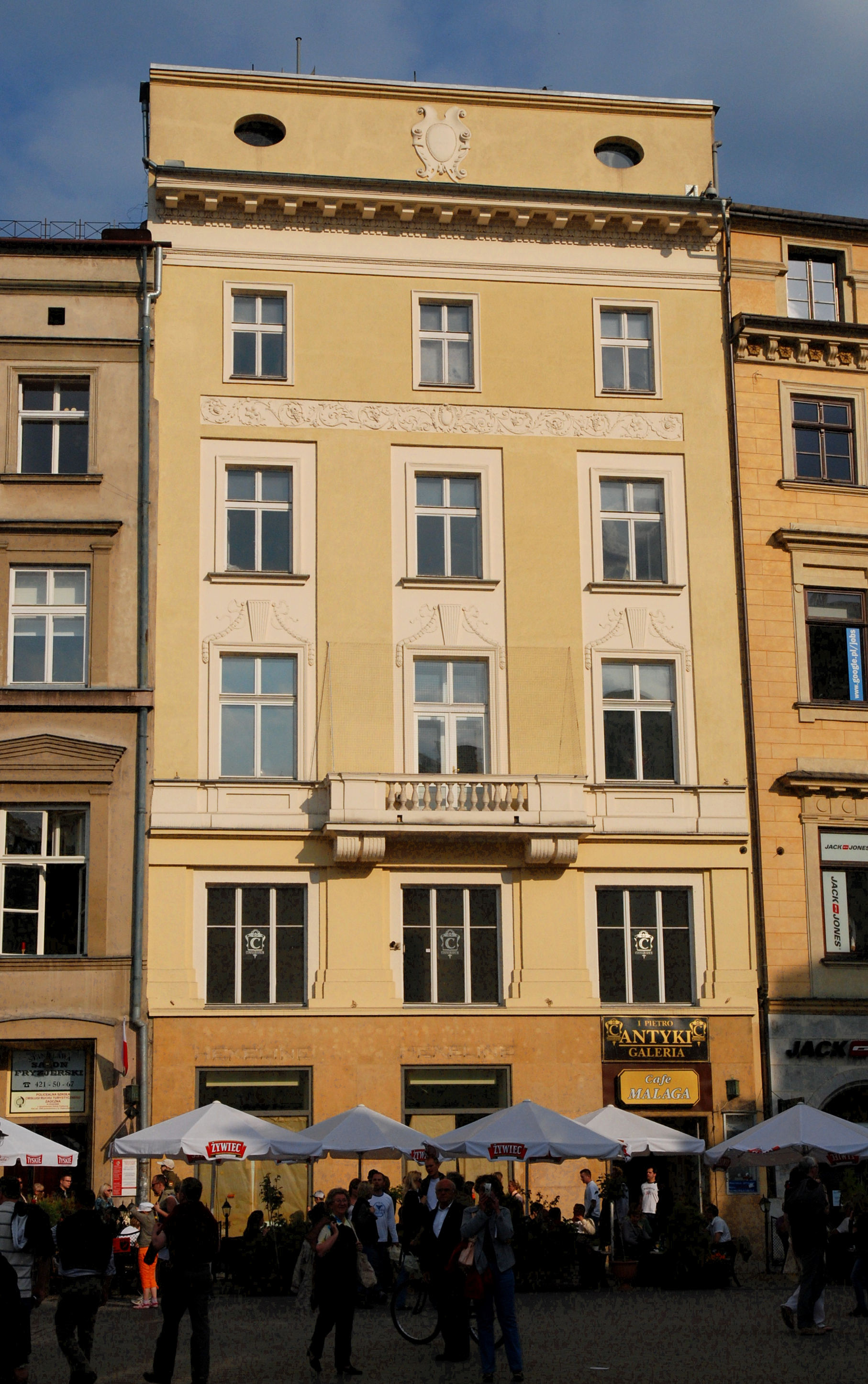
Dom Wenecki w Krakowie

Urodził się 1 lutego 1879 roku w Krakowie. W latach 1898–1906 studiował na Politechnice Wiedeńskiej. Do jego pierwszych realizacji należy przebudowa Domu Weneckiego w Krakowie. 

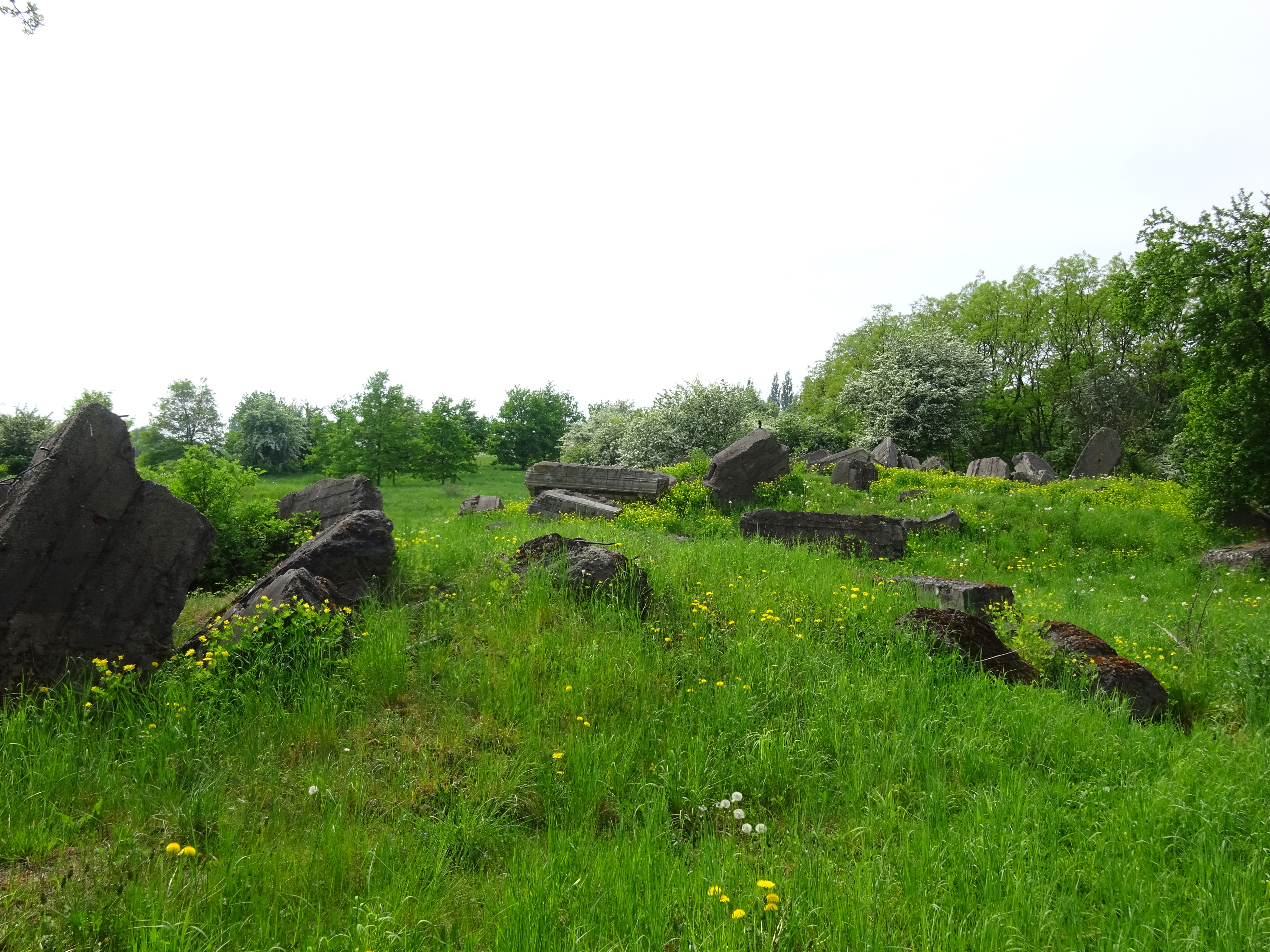
Ruiny hali przedpogrzebowej

Do najważniejszych i najbardziej prestiżowych realizacji Siódmaka należy hala przedpogrzebowa dla nowo powstałego cmentarza żydowskiego w Krakowie. Jego projekt zapewnił mu wygraną w ogólnopolskim konkursie ogłoszonym przez władze Gminy Wyznaniowej; jedno z wyróżnień przypadło z kolei Józefowi Awinowi. Narożnej parceli cmentarza z halą przypisano podwójny adres: ul. Jerozolimska 14 i ul. Abrahama 3. W 1923 roku władze miasta zatwierdziły podstawowy projekt realizacji, a trzy lata później zatwierdzono plan finalny. Tego samego roku rozpoczęły się prace budowlane. Całość projektu charakteryzowała się eklektycznym stylem, który miał podkreślić odrębną tożsamość Żydów. Centralnym punktem założenia na planie podłużnym była hala ceremonialna zwieńczona zgeometryzowaną kopułą na ośmiobocznym bębnie. Dwie mniejsze kopuły znajdujące się po bokach odzwierciedlały kształt centralnej kopuły. Usytuowaną od strony ul. Jerozolimskiej elewację dopełniał ryzalit z portalem zwieńczonym łukiem w ośli grzbiet, z kolei od strony cmentarza planowano monumentalną kolumnadę, która jednak nie wzniesiono. Do końca lat 30. nie udało się sfinalizować prac wykończeniowych. Cmentarz zlikwidowano na początku lat 40., gdy na jego miejscu zaczął powstawać obóz pracy przymusowej. Z rozkazu Hauptsturmführera Amona Götha hala miała zostać przeznaczona na stajnie, chlew i oborę. W 1944 roku budynek został wysadzony w powietrze, przy burzeniu hali ceremonialnej obecni byli zaproszeni przez Götha przedstawiciele władz. Z cmentarza i jego zabudowań zachował się pomnik Chaima Jakuba Abrahamera i ruiny domu przedpogrzebowego.  

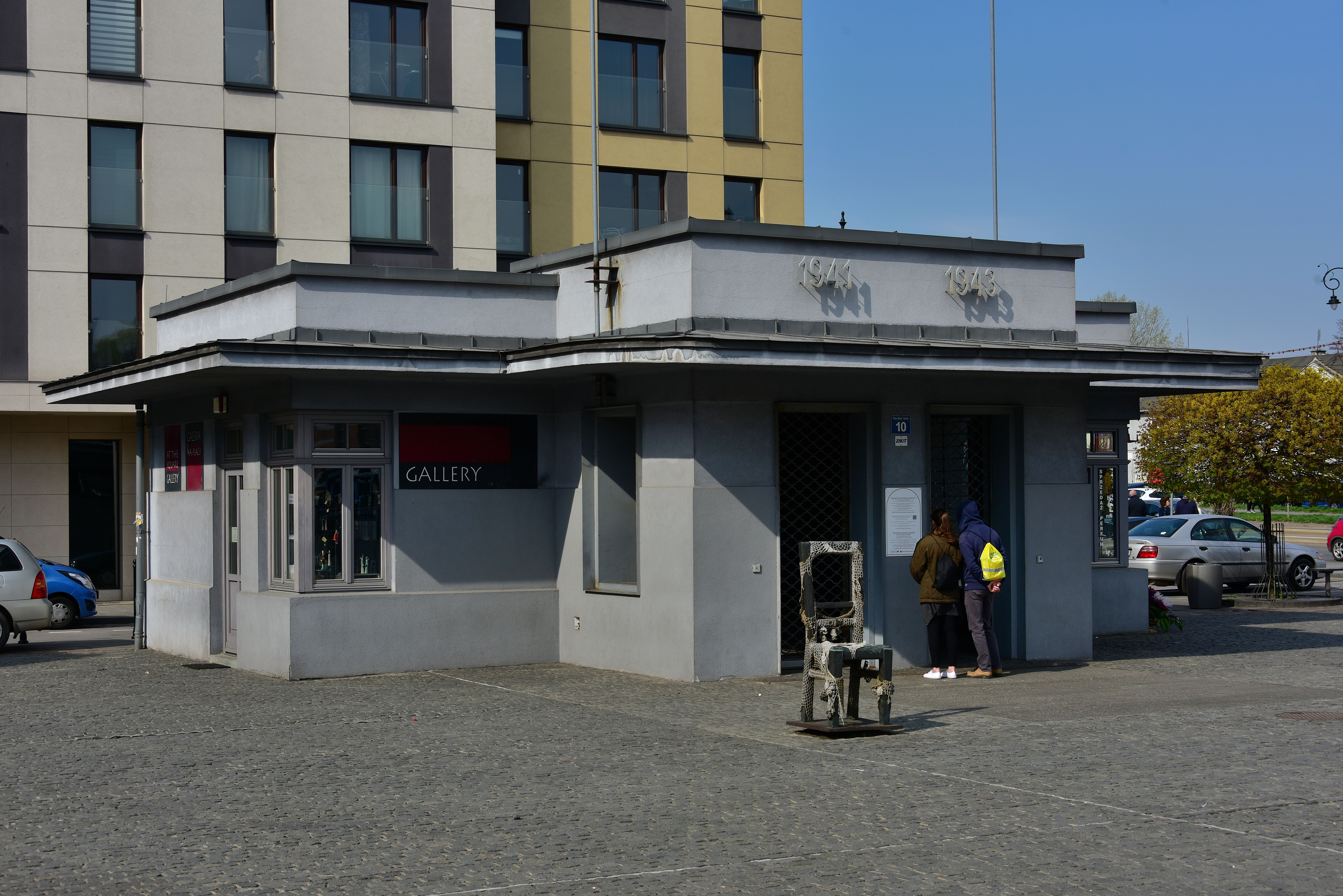
Budynek dawnego dworca autobusowego przy pl. Bohaterów Getta w Krakowie

W połowie lat 20. Siódmak wygrał kolejny konkurs architektoniczny ogłoszony przez gminę żydowską, tym razem na Żydowski Dom Akademicki. Czteropiętrowy, modernistyczny budynek z klasycyzującymi elementami wzniesiono przy ul. Przemyskiej 3. Za realizację budowy i projekt wnętrz odpowiadał Tobiasz Wexner. Żydowski Dom Akademicki pełnił rolę centrum społeczno-kulturalnego, w którym m.in. odbywały się wystawy takich artystów, jak Artur Markowicz, Abraham Neumann czy Henryk Hochman. W okresie II wojny światowej w gmachu znajdował się niemiecki wojskowy dom publiczny. Po wojnie budynek kilkukrotnie zmieniał swoje przeznaczenie, finalnie zostając Domem Studenckim Akademii Muzycznej w Krakowie. Podczas remontu w 2008 roku odkryto zatynkowany napis nad wejściem o treści „Żydowski Dom Akademicki”.   
Oprócz budynków użyteczności publicznej, Siódmak zaprojektował również szereg krakowskich will i kamienic, które początkowo utrzymane były w historyzującej stylistyce. Przez krótki okres w latach 20. Siódmak współpracował przy ich realizacji z Henrykiem Rittermanem. Do późniejszych realizacji Siódmaka należy kilka domów w luksusowym kwartale powstającym w latach 30. XX wieku w okolicach Parku Krakowskiego, takich jak modernistyczna kamienica na rogu ul. Chopina z ul. Konarskiego. 
W 1940 roku Siódmaka wysiedlono z Krakowa. Zginął w 1944 roku w obozie Groß-Rosen.

## Projekty
Na podstawie źródła:
- 1913–1914: sierociniec dla dzieci żydowskich przy ul. Kołłątaja 13 w Tarnowie
- 1913–1917: przebudowa Domu Weneckiego w Krakowie
- 1920–1921: Żydowski Dom Noclegowy przy ul. Starowiślnej 93 (niezachowany)
- 1921: willa przy ul. Chopina 16 (projekt niezrealizowany)
- 1922–1932: hala przedpogrzebowa cmentarza żydowskiego przy ul. Jerozolimskiej 14 w Krakowie
- 1923–1924: willa przy ul. Chłopickiego 16
- 1924–1926: willa przy ul. Chłopickiego 3
- 1924–1926: willa przy ul. Misiołka 3
- 1924–1928: Żydowski Dom Akademicki przy ul. Przemyskiej 3
- 1925–1927: kamienica przy al. Krasińskiego 10 w Krakowie (wraz z Henrykiem Rittermanem)
- 1925–1927: budynki Składnicy Piwa Żywieckiego przy ul. Zbożowej 2
- 1925–1930: Żydowski Dom Gimnastyczny przy ul. Wietora 13–15
- 1926–1927: willa przy ul. Litewskiej 13
- 1927–1928: willa przy ul. Kościelnej 5
- 1927–1930: kamienica przy ul. Morawskiego 10 (wraz z Henrykiem Rittermanem)
- 1930–1931: dworzec autobusowy przy pl. Bohaterów Getta 19
- 1931–1933: kamienica przy ul. Syrokomli 11a
- 1932–1933: kamienica przy ul. Ujejskiego 5
- 1935–1936: kamienica przy ul. Konarskiego 16
- 1936–1937: kamienica przy ul. Kraszewskiego 16
- 1936–1938: kamienica przy ul. Bujwida 9
- 1938–1939: kamienica przy ul. Chopina 16